# Unfabulous and More
Unfabulous and More est la bande originale de la série pour adolescents Allie Singer (Unfabulous). C'est le premier album d'Emma Roberts. Il sort le 27 septembre 2005.
L'album contient des chansons de la première saison de la série télévisée ainsi que plusieurs nouveaux titres. 

## Liste des chansons
1. I Wanna Be
2. Punch Rocker (Jill Sobule) - 2:33
3. Say Goodbye to Jr.High (Anjulie Persaud) - 3:39
4. I Have Arrived (Jeannie Lurie, Holly Mathis, Lindsay Sorensen, Christopher Sorensen) - 3:23
5. 94 Weeks (Metal Mouth Freak) (Sobule) - 3:49
6. This Is Me (Marshall Altman, Emma Roberts, Erin Workman) - 3:40
7. Dummy (Franne Golde, Kasia Livingston, Andrew Williams) - 3:08
8. Mexican Wrestler (Robien Eaton, Sobule) - 5:02
9. We Are Gonna Happen (Dave Derby, Colleen Filtzpatrick, Michael Kotch) - 3:35
10. New Shoes (Sue Rose, Sobule) - 2:16
11. Look In The Mirror Bonus track - Limited Too Package - 1:05